# Guilty Pleasure (песма Мие Димшић)

Guilty Pleasure је песма хрватске певачице Мие Димшић. Песма је представљала Хрватску на Песми Евровизије 2022. у Торину након победе на такмичењу Дора 2022.

## Позадина и издавање
"Guilty Pleasure" је била једна од четрнаест песама за Дору 2022. Песму су компоновали Бранимир Бачић, Вјекослав Димтер и сама Димшић. „Guilty Pleasure“ је премијерно емитован 10. фебруара 2022, десет дана уочи Доре. Песма је постала доступна преко дигиталних продаваца и сервиса за стримовање 20. фебруара 2022.
Димшић је у интервјуу за РТЛ Данас цитирала албуме Тејлор Свифт Folklore and Evermore из 2020. као инспирацију за песму. Међутим, Димшић је била оптужена да је песма плагијат сингла "Willow", углавном од стране корисника друштвених медија, као што су Твитер и Тикток. Димшићева је у интервјуу за 24сата демантовала оптужбе.
21. марта 2022. године, током радио интервјуа, Димшић је премијерно представила хрватску верзију песме под називом „ Нетко други “ у локалној радио емисији ХР 2 Music Pub Златка Туркаља. Хрватска верзија објављена је 23. марта 2022.

## На Евровизији

### Национална селекција
Дана 27. октобра 2021., ХРТ је отворио рок за подношење пријава за уметнике и композиторе да пошаљу своје радове емитеру до 25. новембра 2021. године, а касније је тај рок продужио до 12. децембра 2021. Димшић је 17. децембра 2021. најављена као један од четрнаест учесника Доре 2022 са песмом „Guilty Pleasure“. Дана 24. јануара 2022. године, ХРТ је у локалној ТВ емисији Код нас дома био домаћин жребања распореда редоследа. "Guilty Pleasure" је извучен да буде изведен 14. У финалу, одржаном 19. фебруара 2022, победила је у гласању публике и гласању жирија, заузевши прво место са 257 поена и тиме стекла право да представља Хрватску на Песми Евровизије 2022.

### У Торину
Дана 25. јануара 2022. одржан је жреб за доделу који је сваку земљу сврстао у једно од два полуфинала, као и у којој половини емисије ће наступити. Хрватска се пласирала у прво полуфинале, одржано 10. маја 2022, а наступила је у другој половини емисије. Није се пласирала у велико финале, завршивши на 11. месту са 75 бодова. Ово је био други узастопни пут да је Хрватска пропустила финале.
| Поена | Публика                      | Жири                                 |
| ----- | ---------------------------- | ------------------------------------ |
| 12    | Словенија                    |                                      |
| 10    |                              |                                      |
| 8     |                              | Грчка Словенија                      |
| 7     |                              |                                      |
| 6     | Албанија Аустрија Швајцарска | Бугарска                             |
| 5     |                              |                                      |
| 4     |                              | Јерменија Италија                    |
| 3     |                              | Албанија Аустрија Холандија Украјина |
| 2     | Бугарска                     |                                      |
| 1     | Португалија                  |                                      |

## Топ листа
| Листа                | Највиши положај |
| -------------------- | --------------- |
| Хрватска (ХР Топ 40) | 1               |